# Mnichowski Potok
Der Mnichowski Potok ist ein rund ein Kilometer langer linker Zufluss des Meerauge und damit des Rybi Potok in der Woiwodschaft Kleinpolen in Polen. Er hat den Charakter eines Hochgebirgsflusses.

## Geografie
Der Fluss hat seine Quelle am Osthang des Berges Mnich in der Hohen Tatra und fällt im Wasserfall Dwoista Siklawa in das Meerauge. Er stellt damit einen der Quellflüsse des Rybi Potok dar. Der ganze Flusslauf befindet sich im Tatra-Nationalpark.

## Name
Der Mnichowski Potok lässt sich als „Mönchsbach“ übersetzen.

## Flora und Fauna
Das Wasser des Mnichowski Potok ist sauber, er fließt über der Baumgrenze.

## Tourismus
Unterhalb des Flusses führt ein rot markierter Wanderweg um den Bergsee Meerauge.

## Flussverlauf

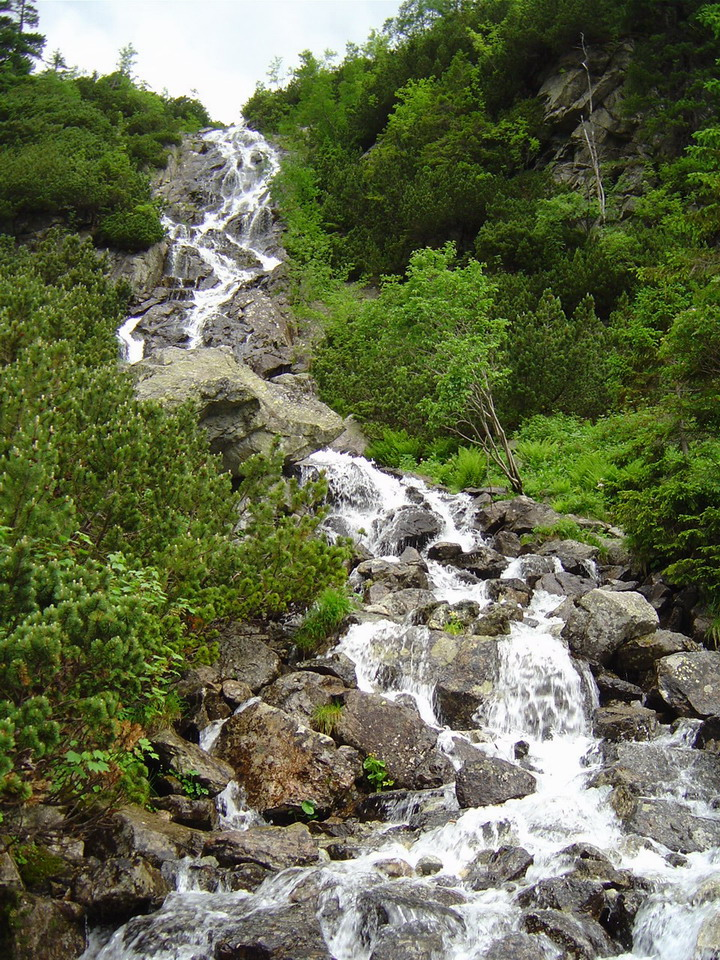
Dwoista Siklawa
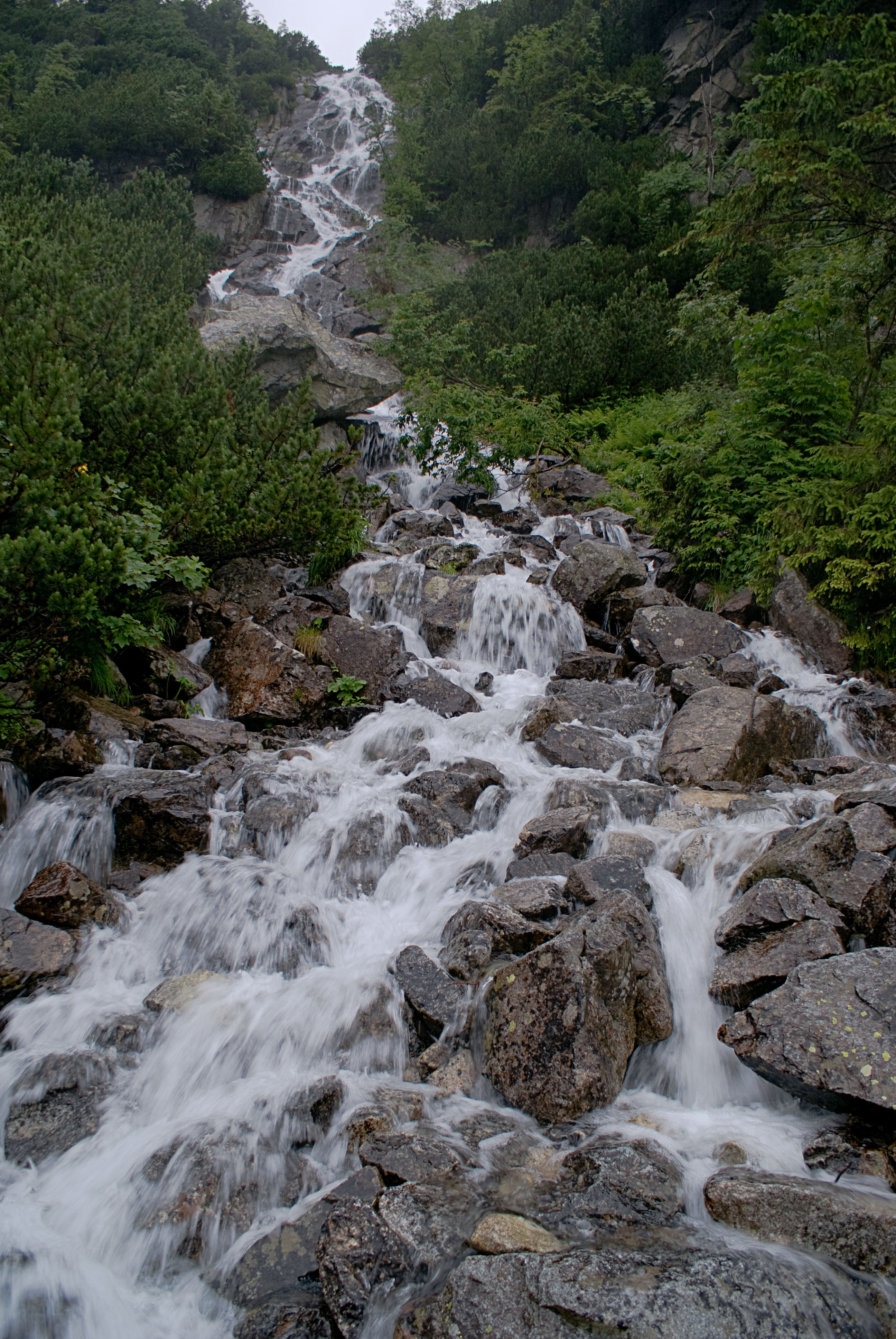
Dwoista Siklawa